# Francesc Baucells
Francesc Baucells, o també Francesch Baucells (Barcelona, 1675 - Santpedor, Bages, ca.~1715) fou un escriptor franciscà català.
Fou un destacat predicador, de l'Orde de Frares Menors, que pertangué al grup de predicadors apostòlics del Col·legi-Seminari i convent de Sant Miquel d’Escornalbou, i posteriorment fou guardià del convent de Sant Francesc, a Santpedor, el centre més important de formació del clergat missioner català dels segles XVII i XVIII.
Baucells és l'autor de l'obra "Font mystica y sagrada del paradis de la iglesia" (1703), una mena d'exposició didàctica de la doctrina cristiana, escrit en estil prosa de catecisme per tal de poder divulgar els rudiments de la religió catòlica entre la gent senzilla, un manual de catequesi força popular, que veu la llum el 1704, i que tingué nombroses edicions catalanes i traduïdes al castellà per Thomas Piferrer al llarg del segle xviii.